# Ana Maria Magalhães (escritora)
Ana Maria Gonçalves de Oliveira Martinho de Magalhães (Lisboa, 14 de abril de 1946) es una escritora portuguesa, principalmente se ha especializado en literatura infantil y juvenil.
Es principalmente conocida por haber escrito la colección Uma Aventura, en dupla con Isabel Alçada, exministra de Educación y Ciencia de Portugal. Después de haber sido colega de ella, en la Escuela EB 2/3 Fernando Pessoa, en Lisboa, en octubre de 1976, ambas docentes de Lengua Portuguesa en esa escuela, publicarían el primer libro de la saga, en 1982: "Uma Aventura na Cidade". El número más reciente fue escrito y publicado en 2010. Esa colección Uma Aventura se reveló como un suceso entre los jóvenes, llegando a más de cincuenta títulos, con adaptaciones para televisión y cinematografía.

## Vida personal
Ana Maria Magalhães, bautizada como Ana Maria Gonçalves de Oliveira Martinho, nació en una familia estable que la marcó positivamente en la infancia. Es hermana del actor y escritor Tozé Martinho, ambos hijos del médico António Caetano de Oliveira Martinho, y de su mujer Maria Teresa Guerra Bastos Gonçalves, nacida en 1927, muy conocida actriz, con el pseudónimo artístico de Tareka, y de Manuel Maria Gonçalves de Oliveira Martinho.
Se casó con António Manuel Cabral de Magalhães, hijo de Virgílio Manuel dos Anjos de Magalhães y de su mujer María Antonieta Portela Cabral, sobrina bisnieta del 1.º Visconde da Amoreira da Torre, padre de Tiago Filipe de Oliveira Martinho Cabral de Magalhães, casado, y de su hija Mariana de Oliveira Martinho Cabral de Magalhães, casada con Jorge Manuel Correia Aguiar (Nordeste, Nordeste, 5 de enero de 1968) y madre de sus dos nietas, Matilde Cabral de Magalhães Aguiar (Ponta Delgada, 13 de diciembre de 2001) y Leonor Cabral de Magalhães Aguiar (Ponta Delgada, 18 de junio de 2004). Divorciada de este, está actualmente casada con Zeferino Coelho, director de la Editorial Caminho, editora que publica desde el inicio de la colección Uma Aventura.